# Ida von der Groeben
Gräfin Ida von der Groeben (* 17. Januar 1791 in Marienwerder; † 4. März 1868 in Hoheneck bei Ludwigsburg) war eine deutsche Pietistin und Schriftstellerin in Ostpreußen.

## Leben
Ida war die dritte Tochter des Landhofmeisters Hans Jakob von Auerswald und seiner Frau Albertine geb. Gräfin Dohna-Lauck. 1811 heiratete sie Graf Wilhelm von der Groeben, der als Premier-Leutnant und Adjutant beim Kürassier-Regiment „Graf Wrangel“ (Ostpreußisches) Nr. 3 zwei Jahre später in der Schlacht bei Großgörschen fiel. Ida zog sich auf den Besitz ihres Mannes in Schlesien zurück. Der Apathie entkam sie durch die „bezaubernde“ Persönlichkeit von Johann Wilhelm Ebel, Archidiakon und Pfarrer an der Altstädtischen Kirche in Königsberg (Preußen). Auf einer Reise mit Johann Heinrich Schönherr hatte er 1816 auf dem Gut Station gemacht. Mit Ebel kehrte Ida zur Freude ihres Vaters nach Königsberg zurück.

### Erweckung
Als 22-jährige Witwe wurde Ida zu einer Hauptträgerin der sogenannten „Muckerbewegung“ in Ostpreußen, die „die ganze Provinz zum reinen Tollhaus“ machte. Geistige Führer der Bewegung waren Ebel und Georg Heinrich Diestel, Pfarrer an der Haberberger Trinitatis-Kirche in Königsberg. Von Ebels fanatischem und oft ekstatischem Glauben mitgerissen, blieb Ida, allen Anfeindungen zum Trotz, seine treue Jüngerin, Freundin – und Gönnerin.
Sie schrieb:
Ich bin ein deutsches Weib.

Ich spreche wahr

Und zier’ mich nicht.

Ich liebe viel und sag’ es nicht.

Ich bin ein deutsches Weib.

### Prozess
1833 wurden Ebel und Diestel vom Konsistorium wegen Pflichtverletzung im Amt verklagt. Vorgeworfen wurde ihnen „Sektenbildung und Verbreitung einer philosophisch-technologischen Überzeugung in Nichtübereinstimmung mit der Kirchenlehre“. In dem durch zwei Instanzen geführten Kriminalprozess war Gräfin Ida Zeugin. Trotz verhängter Ordnungsstrafe verweigerte sie die Aussage. Sie betrachtete das Verfahren als ungesetzlich und auf Verleumdungen beruhend. Mit einer Eingabe beim Ministerium in Berlin griff sie ihrerseits das Konsistorium und seinen Präsidenten in schärfster Form an: Es habe „sich das Consistorium tatsächlich auf die Seite der Verleumder gestellt, indem es, die Lüge in Schutz nehmend, einen Angriff auf göttliches und menschliches Recht gebracht. So hat es seiner hohen Berufung das Heilige Amt zu schützen entsagt und nicht bedacht, daß es hiermit sich selbst als geordnetes Haupt des geistlichen Amtes und seiner eigenen Würde entkleidet hat“.
Auf Idas Vernehmung wurde schließlich verzichtet. Ebel und Diestel wurden 1839 und 1841 aus ihren öffentlichen Ämtern entlassen. Ida ging mit Ebel nach Ludwigsburg.

### Kritik
Der Präsident des Konsistoriums, der Oberpräsident Theodor von Schön, war ihr Schwager. Seine Reformen hielt Ida für grundfalsch. Sie nannte ihn einen Menschen ohne Grundsätze und verwies auf seine Eitelkeit und rohe Selbstsucht, „damit er sich zu überheben pflegt und seinem Wesen und Betragen den Stempel grober Anmaßung und leichtfertiger Unbesonnenheit aufdrückte“. Seine Vorliebe für das englische Wirtschaftssystem sei so stark gewesen, „daß er das ganze innere und äußere Leben ins englische zu übersetzen und englisch zu maniriren gerichtet war“.

## Werke
- Ein Blick auf die einstige Stellung der Oberpräsidenten Auerswald und Schön. Stuttgart 1844
- Die Liebe zur Wahrheit: Andeutungen. Stuttgart 1850
- Wissenschaft u. Bibel. Stuttgart 1856
- Morgenwache. Gedichte. Basel 1878